# Deufringen
Deufringen ist ein Ortsteil von Aidlingen im Landkreis Böblingen und eine ehemalige Gemeinde. Der Ort liegt im Heckengäu zwischen Schwarzwald und Stuttgart. Von den großen Kreisstädten Böblingen, Sindelfingen und Calw ist Deufringen jeweils zwölf Kilometer entfernt. Weitere Städte von Bedeutung in unmittelbarer Umgebung sind Herrenberg (elf Kilometer entfernt) und Weil der Stadt (zehn Kilometer entfernt).

## Geografie

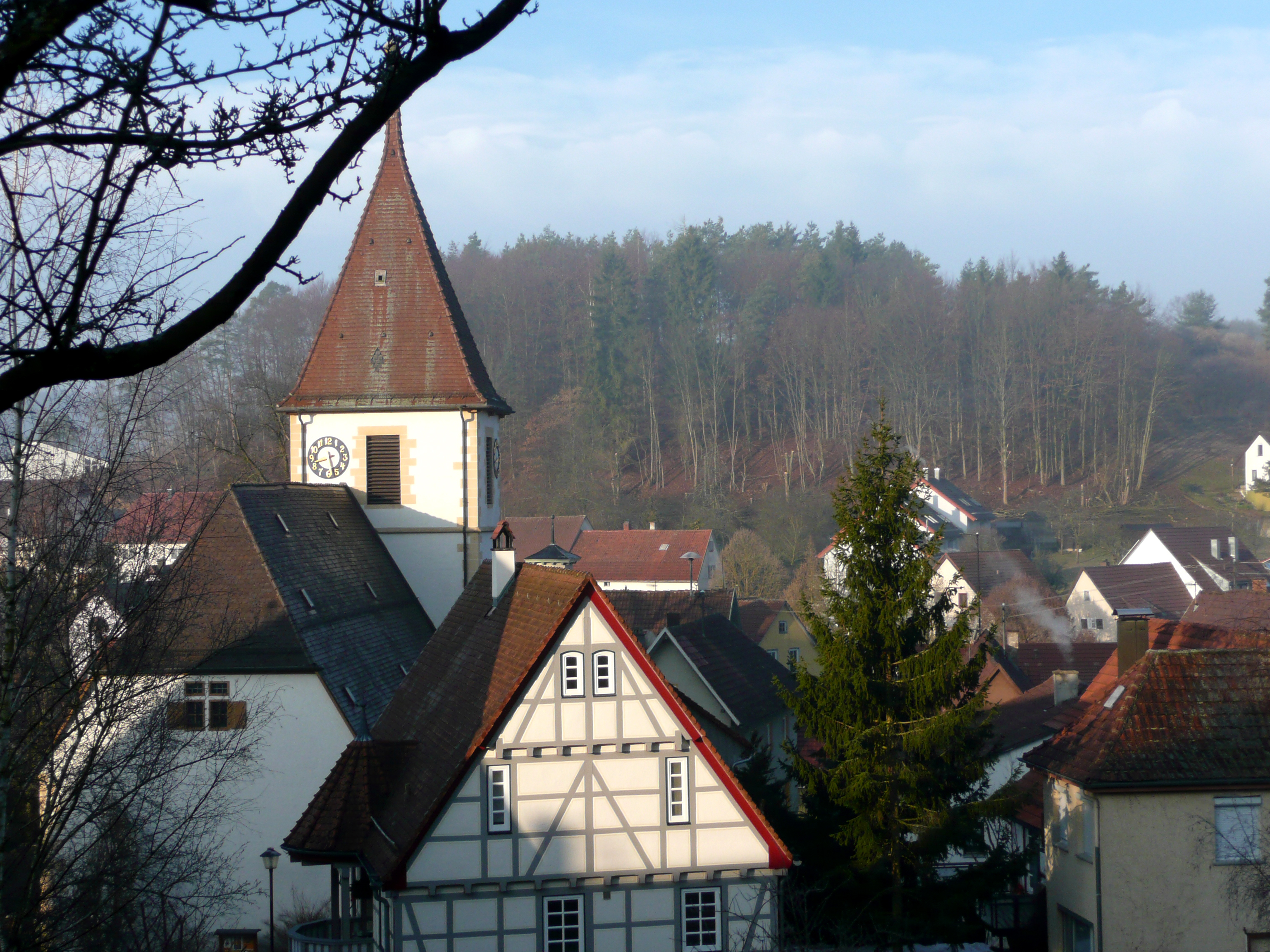
Kirche St. Veit

Bis in die Neuzeit spielte sich das Leben in Deufringen hauptsächlich rund um die Evangelische Kirche St. Veit und das Deufringer Schloss im Tal ab. Insbesondere im 20. Jahrhundert wurden auch die teils recht steilen Hänge südlich und nördlich der Ortsmitte bebaut. So wurden vor allem die neueren Baugebiete im Norden Deufringens erst seit den 1980er Jahren besiedelt.
Die Topographie von Deufringen ist vielfältig und umfasst neben eher kargen, von Hecken und Sträuchern bewachsenen Landschaft des Heckengäus im Norden Richtung Lehenweiler, ein großes Waldgebiet im Süden Richtung Dachtel und Gechingen. Der „Nächste Wald“ liegt entlang des südlichen Talrandes nach Gechingen und wird im Süden von den Sportanlagen des FSV Deufringen sowie der Gemeindeverbindungsstraße nach Gechingen-Bergwald begrenzt.
Zum Ortsteil Deufringen gehört lediglich das gleichnamige Dorf. Im Gebiet des Ortsteils liegen die abgegangenen Ortschaften Brunnhalden und Sighartstal.

## Geschichte

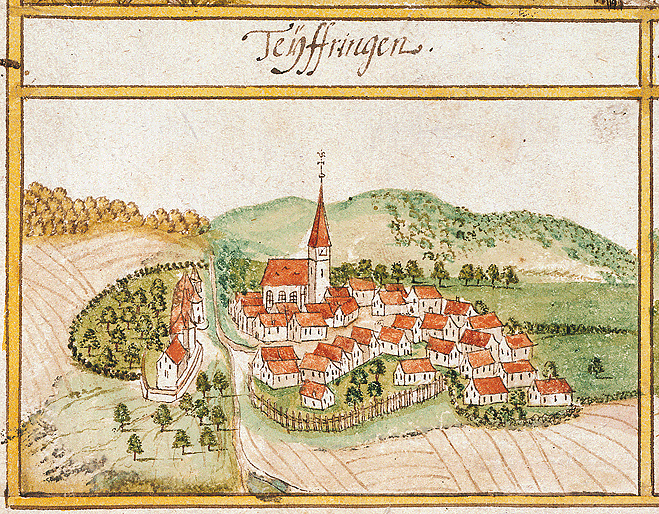
Deufringen 1681, Forstlagerbuch von Andreas Kieser

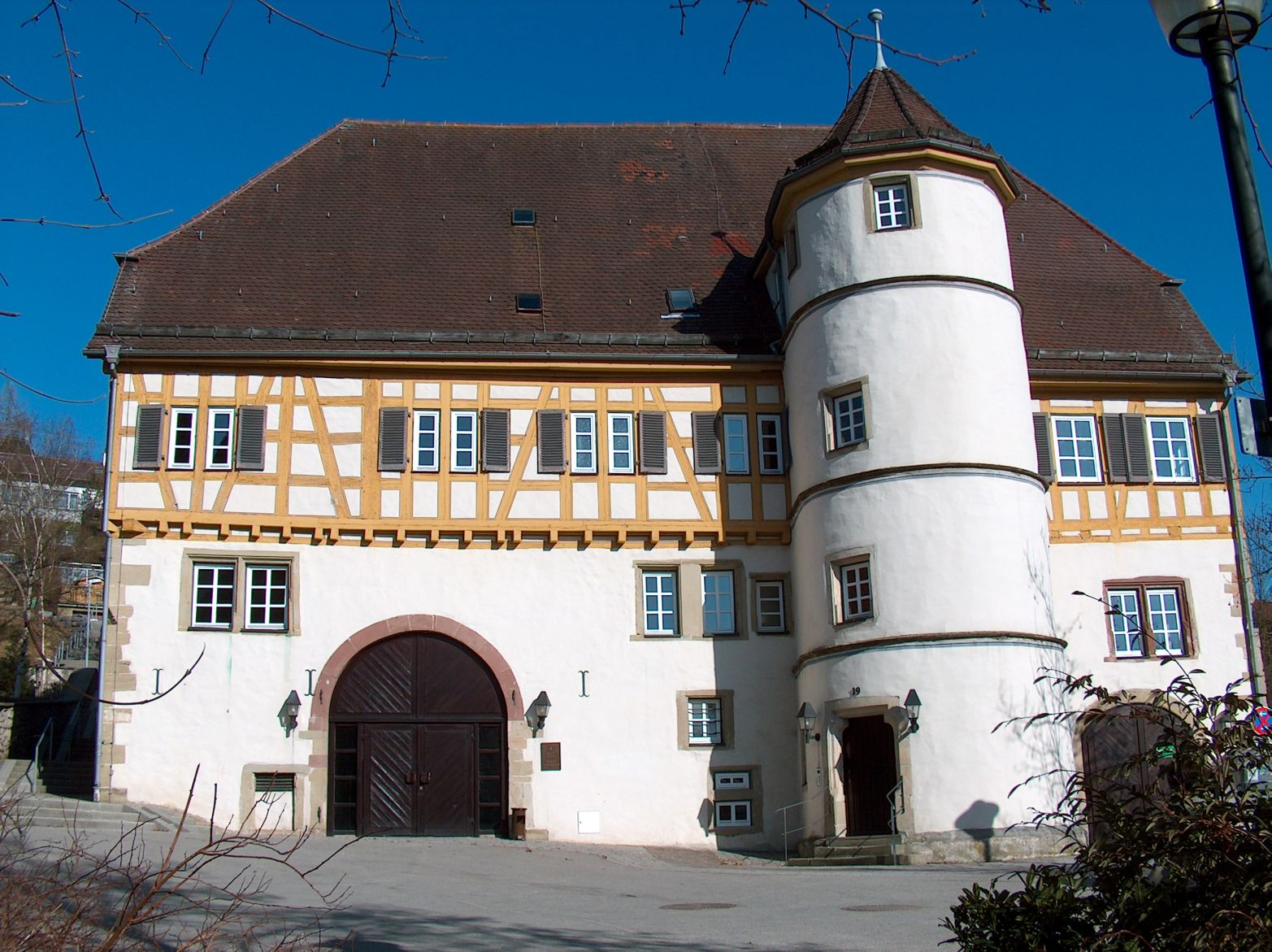
Schloss Deufringen

### Mittelalter
Der Ort Deufringen, ein alter Filialort von Gechingen, wurde erstmals am 17. Juli 1268 als Tuveringen in einer Urkunde des Stifts Sindelfingen erwähnt. In dieser Urkunde weist Pfalzgraf Rudolf I. von Tübingen dem Martinsstift in Sindelfingen Einkünfte aus seinen Gütern in Deufringen zu.
1357 kam das Dorf von den Pfalzgrafen von Tübingen mit der Stadt Böblingen an Württemberg. Von 1402 bis 1699 erhielten die Herren von Gültlingen vom Haus Württemberg Deufringen als Lehen. An die Herren von Gültlingen erinnert das Deufringer Schloss aus dem Jahr 1592.

### Württembergische Zeit
In altwürttembergischer Zeit gehörte Deufringen als Kammergut zum Amt Böblingen. Herzog Ulrich von Württemberg setzte 1534 in seinem Herzogtum Württemberg die Reformation durch, so dass der Ort Deufringen seither evangelisch geprägt war.
Bei der Umsetzung der neuen Verwaltungsgliederung im seit 1806 bestehenden Königreich Württemberg blieb Deufringen weiterhin dem Oberamt Böblingen zugeordnet.
1850 hatte Deufringen 714 evangelische und einen katholischen Einwohner, die in 100 Haupt- und 71 Nebengebäuden lebten und arbeiteten.
Die Verwaltungsreform während der NS-Zeit in Württemberg führte 1938 zur Zugehörigkeit zum Landkreis Böblingen.

### Nachkriegszeit bis heute
Nach dem Zweiten Weltkrieg fiel Deufringen in die Amerikanische Besatzungszone und kam somit 1945 zum neu gegründeten Land Württemberg-Baden, welches 1952 im Land Baden-Württemberg aufging.
Nach langwierigen Verhandlungen und Unstimmigkeiten wurde die Gemeinde Deufringen mit zu dieser Zeit 1195 Einwohnern am 1. Dezember 1971 in die Gemeinde Aidlingen eingegliedert.
1964 bis 1978 wurden am nordöstlichen Talhang die Baugebiete „Wengert“ und „Hennenburg“ erschlossen. In den Jahren 1976 bis 1982 erfolgten die Sanierung des Ortskerns und der Ausbau des Ortsdurchfahrt. Zusammen mit Dachtel erstellte Deufringen 1963 die Schallenbergschule mit Turnhalle und Lehrschwimmbecken.

## Bevölkerung
Deufringens Bevölkerung hat sich wie folgt entwickelt:
- 1763: 0396 Einwohner
- 1799: 0428 Einwohner
- 1803: 0448 Einwohner
- 1821: 0616 Einwohner
- 1849: 0715 Einwohner
- 1855: 0704 Einwohner
- 1884: 0621 Einwohner
- 1901: 0569 Einwohner
- 1961: 0757 Einwohner
- 1971: 1195 Einwohner
- 2005: 1843 Einwohner
- 2015: 1850 Einwohner
- 2016: 1879 Einwohner[4]

## Politik

### Ortschaft
Die Interessen von Deufringen werden im Gemeinderat Aidlingen durch die am 26. Mai 2019 gewählten Kommunalpolitiker vertreten. Zudem ist in Deufringen in den Grenzen der ehemaligen Gemeinde eine Ortschaft im Sinne der baden-württembergischen Gemeindeordnung mit eigenem Ortschaftsrat und Ortsvorsteher eingerichtet. Ortsvorsteherin ist seit 2019 Jutta Kühnle.

### Wappen
Die Blasonierung des ehemaligen Gemeindewappens lautet: „Von Silber und Schwarz schräglinks geteilt, oben nach der Teilung ein golden bewehrter schwarzer Adler mit goldenen Kleestengeln.“

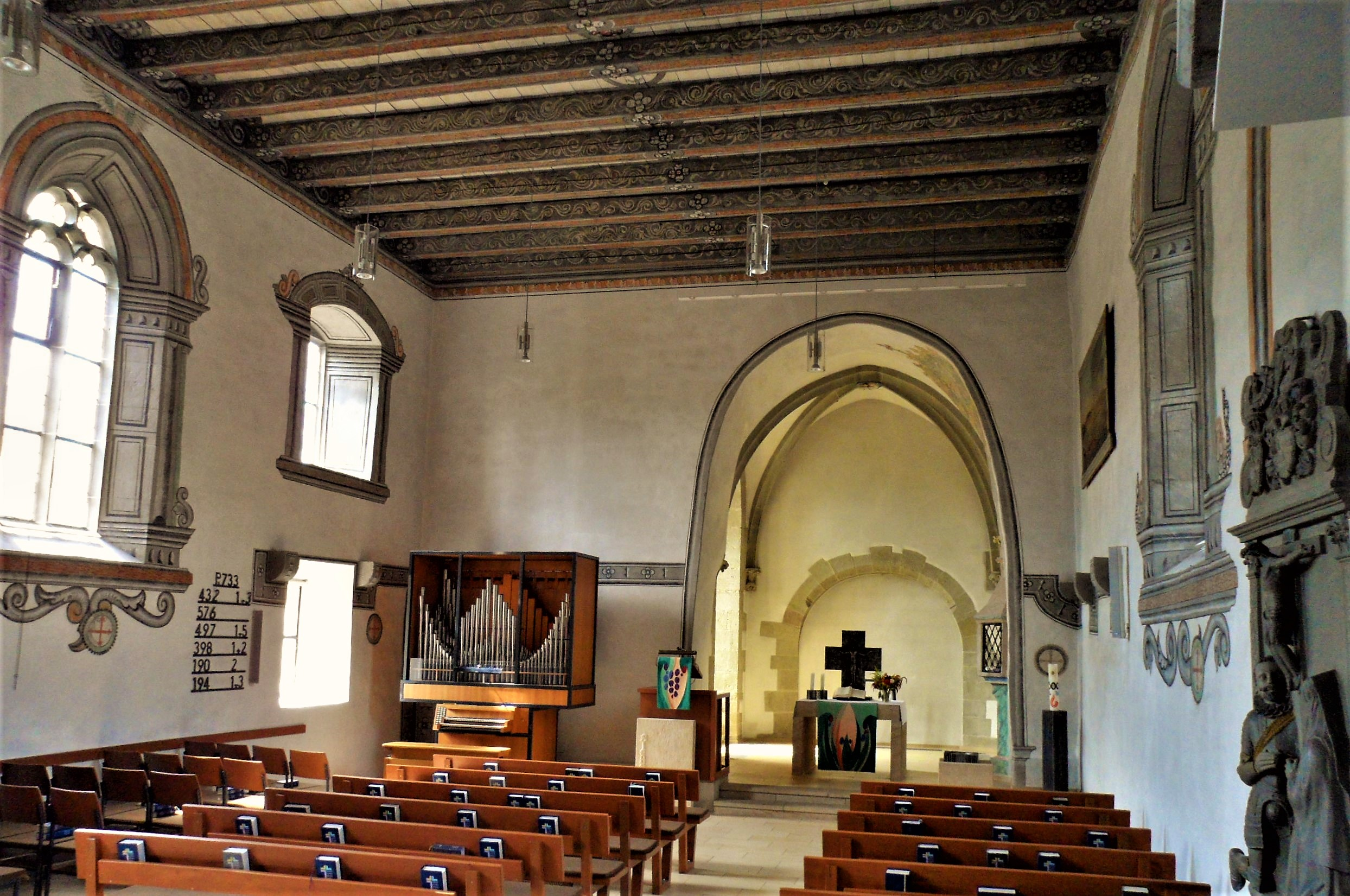
St. Veit in Deufringen: Blick zum Chor unten im Turm

## Kultur und Sehenswürdigkeiten

### Bauwerke
Die denkmalgeschützte Kirche St. Veit geht auf eine 1468 belegte Kapelle zurück, die um 1500 im Wesentlichen in ihre heutige Gestalt umgebaut wurde. Die Wandmalereien stammen aus dem 15. und 16. Jahrhundert. Die Kirche wurde im April 2010 von der Denkmalstiftung Baden-Württemberg zum „Denkmal des Monats“ erklärt.

## Wirtschaft und Infrastruktur
Deufringen verfügt über ein kleines Gewerbegebiet am Ortsausgang Richtung Aidlingen. Angesiedelt sind dort unter anderem ein Karosserie-Fachbetrieb, ein Sanitär-Handwerksbetrieb und ein Bauunternehmen. Zudem gibt es im Ort noch zahlreiche kleinere Handwerks- und Dienstleistungsbetriebe. Hierzu zählen auch die traditionsreiche Metzgerei Stürner und die Bäckerei Jauss (mit Postagentur). Auch eine ärztliche Grundversorgung ist in Deufringen durch einen Allgemeinarzt gegeben.

### Verkehr
Verkehrsmäßig ist Deufringen über die K 1022 nach Dachtel und Deckenpfronn, die K 1067 nach Gärtringen sowie die Kreisstraße von Dagersheim über Aidlingen Richtung Gechingen erschlossen. Die nächste Autobahn-Anschlussstelle der A 81 Gärtringen liegt ca. sechs Kilometer entfernt, wo sich auch eine Station der S-Bahn Stuttgart befindet. Durch die Buslinie 763 (Sindelfingen/Böblingen – Aidlingen – Deufringen – Gechingen – Calw) ist der Ort zudem an den ÖPNV angeschlossen. Deufringen liegt innerhalb des Verkehrsverbunds Stuttgart.

### Bildungseinrichtungen
Mit der Schallenbergschule verfügt Deufringen über eine in den 1990er Jahren erweiterte Grundschule (mit Turnhalle und Lehrschwimmbecken).

## Kultur und Sport
In Deufringen gibt es drei Sportvereine: den FSV Deufringen 1947 e. V., welcher unter anderem über eine Fußball-, Tennis-, Volleyball-, Tischtennis- und Gymnastikabteilung verfügt; die Sportfreunde Atlantik Deufringen e. V. sowie den Sportfischerverein Deufringen e. V. Des Weiteren finden sich in Deufringen der Chor ConTakt sowie zahlreiche (evangelische und katholische) kirchliche Gruppen (z. B. KjG bzw. Ev. Jugend), der Fastnachtsverein Deufringer Berghexen sowie die Wanderfreunde Deufringen e. V.